# دومينغو باريرا
دومينغو باريرا (بالإسبانية: Domingo Barrera Corpas)‏ (9 مارس 1943 - 31 أكتوبر 2024) هو ملاكم إسباني.

## روابط خارجية
- دومينغو باريرا على موقع بوكس ريك (الإنجليزية) (registration required)
- دومينغو باريرا على موقع أوليمبيديا (الإنجليزية)